# Јавор (западна Србија)
Јавор је планина у југозападној Србији. Налази се на путу Ивањица — Сјеница, на тромеђи између општина Нова Варош, Ивањица и Сјеница.
Највиша тачка планине Јавор је Василин врх са 1.519 метара надморске висине. У подножју планине Јавор се налази река Увац, која се улива у реку Лим.
Има динарски правац пружања. Обрасла је листопадном (буковом) шумом, док са јужне стране расту четинари. Има доста пашњака, извора и потока, а могу се наћи и разни шумски плодови. Све реке из овог краја одликују се бистром, чистом водом, са богатим рибљим фондом, нарочито поточном пастрмком. На планини влада умерена планинска клима.
Јавор је историјска планина, на њој су вођени бојеви и ратови 1804, 1876—1878 и 1912. Све до балканског рата (1912) ту се налазила српско-турска граница, а дуго је и превој Јавор био миграциони канал за људе који су селили из црногорских брда, даље у Србију. На Кушићима, у подножје планине је Карађорђе од 1806—1809, са својим устаницима градио јака утврђења и шанчеве, који се још увек препознају и данас их зову Карађорђеви шанчеви. На узвишици изнад бивше царинарнице налази се споменик великом јунаку Јаворског рата (1876—1878) мајору Михаилу Илићу, по коме носи име Основна школа на Кушићима. Поред споменика се налази гробље српских војника изгинулих на Калипољу.
Постоји велики број народних песама које су опевале планину Јавор. Једне од најпознатијих народних-музичких дела, које певају овој планини су : „Ој ливадо росна траво Јаворе“ и „Под Јавором село што је“.